# Aeroporto de Floriano
O Aeroporto Cangapara (IATA: FLB, ICAO: SNQG) é um aeroporto localizado no município de Floriano, no Piauí, situado a 197 quilômetros da capital, Teresina. Passou por uma grande reforma no ano de 2012, transformando-se em um dos grandes aeroportos piauienses, com capacidade para receber aeronaves de médio a grande porte. O aeroporto está homologado  na categoria de aeródromo público e entraria em operação com voos regulares para Teresina e São Raimundo Nonato em setembro de 2015, fato que não chegou a concretizar-se. 
A pista possui um pátio para estacionamento das aeronaves com capacidade para três aviões de grande porte, além de pista para o taxiamento de aeronaves, biruta, cerca de proteção e balizamento e iluminação noturna. A operação se dá por meio de solicitação de piloto via rádio.
| Dimensões | Cabeceiras | Superfície | Resistência/PNC | Hangares |
| --------- | ---------- | ---------- | --------------- | -------- |
| 1800x45m  | 16/34      | Asfalto    | 6/F/C/Y/U       | Não      |